# 武水 (沅江)
武水也称武溪，上游称为牛角河，中游称为峒河，为中国湖南省西部的一条河流，为沅江左岸支流。发源自武陵山东南余脉腊尔山东麓老人山，位于花垣县雅酉镇，向东流经吉首市，在泸溪县武溪镇汇入沅江。全长145公里。流域面积3574平方千米。